# У
У هو أحد حروف الأبجدية السيريلية، وهو حرف علة يشابه في النطق ‎/u/‏مالم يسبقه حرف تخفيف تذوقي.
لدى هذا الحرف العديد من النظائر وهي:
- Ў (البيلاروسية والدنغانية واليويتية والأزبكية).
- Ӯ (الطاجيكية).
- Ӱ (التايية والخاكسية والمارية والخانتية).
- Ү (المنغولية والكازاخية والتترية وبشكيرية ولغات أخرى).
- Ӳ (التشفشية).
- Ұ (الكازاخية).

## تاريخ
تاريخيا، تطور هذا الحرف من اللغات السلافية الشرقية من الرمز оу المستخدم في النصوص السلافية، والذي يظهر الصوت نفسه للحرف. ولقد تطور هذا الرمز من الحرف اليوناني (أوميكرون-أبسيلون) والذي يظهر نفس الصوت.